# Manuele Tarozzi
Manuele Tarozzi (født 20. juni 1998 i Faenza) er en cykelrytter fra Italien, der kører for Fejl i Modul:Cykelhold: Wikidata-entitet ikke angivet..